# Lubin
Lubin (česky Lubín, německy Lüben) je město v jihozápadním Polsku v Dolnoslezském vojvodství. Podle údajů z roku 2017 zde žije 72 951 obyvatel.
Ve městě působí úspěšný fotbalový klub Zagłębie Lubin. V oblasti města často dochází ke slabším, ale i silnějším důlním otřesům.

## Historie

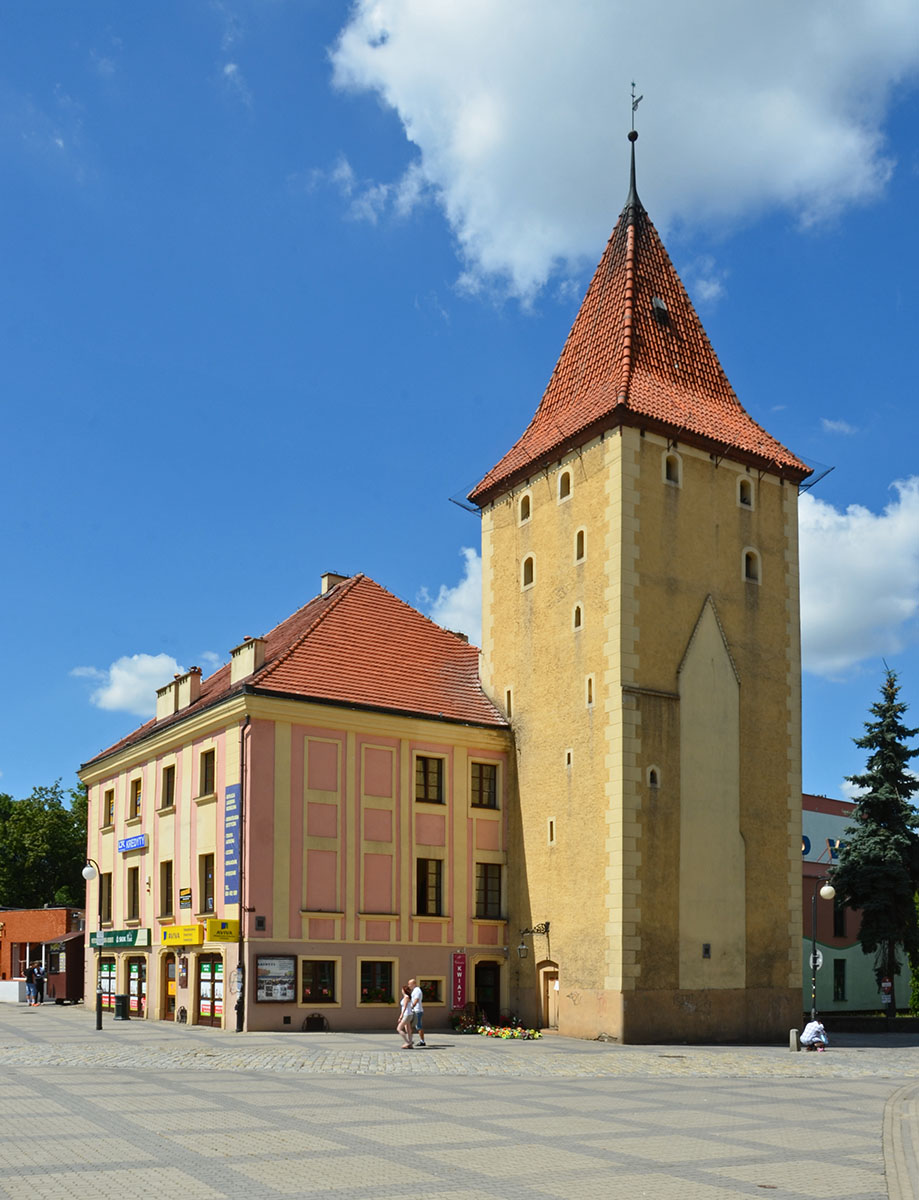
Hlohovská bašta

Lubin byl založen v roce 1170 německými osadníky, městská práva pak obdržel okolo roku 1295. V roce 1742 se město stalo součástí Pruska. Od roku 1945 leží na území Polska.

## Partnerská města
- Bad Ems, Německo
- Böblingen, Německo